# ヘンリエッタ・ナギョワ
ヘンリエッタ・ナギョワ（Henrieta Nagyová, 1978年12月15日 - ）は、スロバキア・ノヴェー・ザームキ出身の女子プロテニス選手。自己最高ランキングはシングルス21位、ダブルス37位。WTAツアーでシングルス9勝、ダブルス4勝を挙げた。身長177cm、体重60kg。右利き、バックハンド・ストロークは両手打ち。

## 来歴
両親とも化学技師の家庭に生まれたナギョワは、1994年1月に15歳でプロ入りした。1995年から女子テニス国別対抗戦・フェドカップのスロバキア代表選手になり、7月22日・23日に行われた「ワールドグループ2部・プレーオフ」の対パラグアイ戦で代表デビューを果たす。1993年にチェコスロバキアが連邦解体したことにより、チェコ共和国とスロバキア共和国が独立国家となり、「スロバキア」チームとしてのフェドカップ初参加は1994年であった。ナギョワはその最初期から、スロバキア女子の代表選手として不可欠な存在になった。1996年全仏オープンで4大大会に初出場し、同年9月22日にポーランド・ワルシャワ大会でツアー初優勝を達成。翌1997年は全豪オープンでメアリー・ジョー・フェルナンデスとの3回戦に進み、11月末のタイ・パタヤ市大会でツアー2勝目を挙げた。
ヘンリエッタ・ナギョワは1998年に、4大大会のシングルスで自己最高成績を出し、全豪オープンと全仏オープンの2大会連続で4回戦に進出した。全豪オープン4回戦では、第5シードのマリー・ピエルスから1ゲームも取れず、全仏オープン4回戦では第8シードのビーナス・ウィリアムズに 1-6, 1-6 で敗れた。ウィンブルドンでは、2回戦で左膝の故障による長期療養から復帰した第4シードのシュテフィ・グラフに敗れている。ナギョワはウィンブルドンが不得意で、初戦突破は1998年と2004年の2度だけであった。
2000年は女子ツアーで年間3勝を挙げ、シドニー五輪にもスロバキア代表選手として出場したが、シングルス1回戦でビーナス・ウィリアムズと当たってしまい、当時絶好調だったウィリアムズに 2-6, 2-6 で敗れた。2001年、ナギョワは全仏オープンで3年ぶり2度目の4回戦進出を果たす。この大会では、前年のシドニー五輪で女子シングルス銀メダルを獲得したエレーナ・デメンチェワを2回戦で破ったが、4回戦でベルギーの新鋭キム・クライシュテルスに 4-6, 6-4, 3-6 のフルセットで敗れた。結局、ナギョワは4大大会シングルスでベスト8に勝ち残ることができなかった。
2002年は、スロバキアがフェドカップで初優勝を果たした年である。それまで8年間スロバキア・チームの代表選手を務めてきたナギョワも、この優勝メンバーの一員であった。この年にテニス成績を伸ばしたダニエラ・ハンチュコバだけでなく、ナギョワやヤネッテ・フサロバも大きな役割を果たし、11月2日-3日の「ワールドグループ」決勝でスペインを「3勝1敗」で破って初優勝を決めた。ナギョワ自身は、2003年11月のタイ・パタヤ市大会が現役最後の優勝になった。2006年7月、ヘンリエッタ・ナギョワは27歳で現役を引退した。
ナギョワは引退から5年後の2011年に下部ツアーであるサーキット大会のダブルスに出場した。5大会に出場し2勝5敗の成績を残している。

## WTAツアー決勝進出結果

### シングルス: 14回 (9勝5敗)
| 大会グレード         |
| -------------------- |
| グランドスラム (0–0) |
| ティア I (0–0)       |
| ティア II (0–0)      |
| ティア III (2–3)     |
| ティア IV & V (7–2)  |

| 結果   | No. | 決勝日         | 大会                   | サーフェス        | 対戦相手                   | スコア            |
| ------ | --- | -------------- | ---------------------- | ----------------- | -------------------------- | ----------------- |
| 優勝   | 1.  | 1996年9月22日  | ワルシャワ             | クレー            | バルバラ・パウルス         | 3-6, 6-2, 6-1     |
| 準優勝 | 1.  | 1997年7月27日  | ワルシャワ             | クレー            | バルバラ・パウルス         | 4–6, 4–6          |
| 準優勝 | 2.  | 1997年8月3日   | マリア・ランコヴィッツ | クレー            | バルバラ・シェット         | 6–3, 2–6, 3–6     |
| 優勝   | 2.  | 1997年11月23日 | パタヤ                 | ハード            | ドミニク・ファン・ルースト | 7–5, 6–7(6), 7–5  |
| 優勝   | 3.  | 1998年8月2日   | ソポト                 | クレー            | エレナ・パンポロバ         | 6-3, 5-7, 6-1     |
| 優勝   | 4.  | 1998年8月9日   | イスタンブール         | クレー            | オリガ・バラバンシコワ     | 6-4, 3-6, 7-6     |
| 優勝   | 5.  | 1999年2月14日  | プロスチェヨフ         | カーペット (室内) | シルビア・ファリナ         | 7–6(2), 6–4       |
| 優勝   | 6.  | 2000年5月14日  | ワルシャワ             | クレー            | アマンダ・ホップマンス     | 2–6, 6–4, 7–5     |
| 優勝   | 7.  | 2000年7月16日  | パレルモ               | クレー            | パブリナ・ノーラ           | 6–3, 7–5          |
| 優勝   | 8.  | 2000年11月12日 | クアラルンプール       | ハード            | イバ・マヨリ               | 6-4, 6-2          |
| 準優勝 | 3.  | 2001年11月11日 | パタヤ                 | ハード            | パティ・シュナイダー       | 0–6, 4–6          |
| 準優勝 | 4.  | 2002年5月12日  | ワルシャワ             | クレー            | エレーナ・ボビナ           | 3–6, 1–6          |
| 準優勝 | 5.  | 2002年7月27日  | ソポト                 | クレー            | ディナラ・サフィナ         | 3–6, 0–4 途中棄権 |
| 優勝   | 9.  | 2003年11月9日  | パタヤ                 | ハード            | ルボミラ・クルハイツォバ   | 6–4, 6–2          |

### ダブルス: 10回 (4勝6敗)
| 結果   | No. | 決勝日         | 大会             | サーフェス    | パートナー               | 対戦相手                                                      | スコア        |
| ------ | --- | -------------- | ---------------- | ------------- | ------------------------ | ------------------------------------------------------------- | ------------- |
| 準優勝 | 1.  | 1995年9月13日  | ワルシャワ       | クレー        | Denisa Krajčovičová      | サンドラ・チェッキーニ ラウラ・ガローネ                       | 7–5, 2–6, 3–6 |
| 優勝   | 1.  | 1997年5月4日   | ボル             | クレー        | ラウラ・モンタルボ       | マリア・ホセ・ガイダノ マリオン・マルスカ                     | 6-3, 6-1      |
| 優勝   | 2.  | 2000年11月12日 | クアラルンプール | ハード        | シルビア・プリシュケ     | リーゼル・ホーン ヴァネッサ・ウェッブ                         | 6-4, 7-6(4)   |
| 準優勝 | 2.  | 2002年1月6日   | オークランド     | ハード        | クベタ・ヘルドリコバ     | ニコル・アレント リーゼル・フーバー                           | 5–7, 4–6      |
| 準優勝 | 3.  | 2002年5月5日   | ボル             | クレー        | エレーナ・ボビナ         | タチアナ・ガルビン アンジェリク・ウィジャヤ                   | 5–7, 6–3, 4–6 |
| 優勝   | 3.  | 2002年5月12日  | ワルシャワ       | クレー        | エレナ・コスタニッチ     | エフゲニア・クリコフスカヤ シルビア・タラヤ                   | 6–1, 6–1      |
| 優勝   | 4.  | 2002年10月20日 | ブラチスラヴァ   | ハード (室内) | マヤ・マテブジッチ       | メイレン・ツー ナタリー・ドシー                               | 6–0, 6–4      |
| 準優勝 | 4.  | 2003年4月5日   | カサブランカ     | クレー        | エレナ・タタルコワ       | ヒセラ・ドゥルコ マリア・エミリア・サレルニ                   | 3-6, 4-6      |
| 準優勝 | 5.  | 2004年7月25日  | パレルモ         | クレー        | ルボミラ・クルハイツォバ | アランチャ・サンチェス・ビカリオ アナベル・メディナ・ガリゲス | 3–6, 6–7      |
| 準優勝 | 6.  | 2005年4月30日  | エストリル       | クレー        | ミハエラ・クライチェク   | 李婷 孫甜甜                                                   | 3–6, 1–6      |

## 4大大会シングルス成績
略語の説明
| W | F | SF | QF | #R | RR | Q# | LQ | A | Z# | PO | G | S | B | NMS | P | NH |

W=優勝, F=準優勝, SF=ベスト4, QF=ベスト8, #R=#回戦敗退, RR=ラウンドロビン敗退, Q#=予選#回戦敗退, LQ=予選敗退, A=大会不参加, Z#=デビスカップ/BJKカップ地域ゾーン, PO=デビスカップ/BJKカッププレーオフ, G=オリンピック金メダル, S=オリンピック銀メダル, B=オリンピック銅メダル, NMS=マスターズシリーズから降格, P=開催延期, NH=開催なし.
| 大会           | 1996 | 1997 | 1998 | 1999 | 2000 | 2001 | 2002 | 2003 | 2004 | 2005 | 2006 | 通算成績 |
| -------------- | ---- | ---- | ---- | ---- | ---- | ---- | ---- | ---- | ---- | ---- | ---- | -------- |
| 全豪オープン   | A    | 3R   | 4R   | 2R   | 1R   | 1R   | 1R   | 1R   | 1R   | A    | LQ   | 6–8      |
| 全仏オープン   | 2R   | 1R   | 4R   | 1R   | 1R   | 4R   | 1R   | 1R   | 1R   | LQ   | LQ   | 7–9      |
| ウィンブルドン | 1R   | 1R   | 2R   | 1R   | 1R   | 1R   | 1R   | 1R   | 2R   | LQ   | LQ   | 2–9      |
| 全米オープン   | 2R   | 2R   | 3R   | 3R   | 2R   | 3R   | 2R   | 1R   | 1R   | LQ   | A    | 10–8     |

※: 1999年全米3回戦の不戦敗は通算成績に含まない